# Насер Зефзафи
Насер Зефзафи (берб.: ⵏⴰⵚⵔ ⴰⵣⴼⵣⴰⴼ Naṣer Azefzaf, арап. ناصر الزفزافي; 4. новембар 1979) марокански је политички активиста који је описан као вођа протестног покрета у граду Риф и граду Ал Хосеима, обично познат као Хирак Риф (рифијски покрет). Дана 29. маја 2017. године мароканска полиција га је ухапсила и оптужила за већи број злочина, међу којима су подривање државне безбедности, непоштовање краља и примање средстава из иностранства која су се користила за планирање дестабилизације земље. За ове злочине у Мароку се може добити доживотна затворска казна. Тренутно га брани тим правника, међу којима је и марокански политичар и бивши министар Мухамед Зиане.
Хапшење Зефзафија изазвало је талас протеста широм Рифа и других делова Марока, као и у мароканској заједници у иностранству. Организовани су бројни протести на којима је често одговарано полицијским насиљем и контрапротестима организованим у циљу сузбијања Зефзафијевих симпатизера.
Дана 26. јуна 2018. године, Зефзафи је добио 20-годишњу затворску казну заједно са осталим притвореницима, укључујући Бењалоуна и Ахамјика након бројних отказаних суђења од њиховог притвора. Ова пресуда створила је таласе незадовољства у друштву и изазвала огорчење међу Мароканцима.